# Nova Scotia Oilers
Nova Scotia Oilers byl profesionální kanadský klub ledního hokeje, který sídlil v Halifaxu v provincii Nové Skotsko. V letech 1984–1988 působil v profesionální soutěži American Hockey League. Oilers ve své poslední sezóně v AHL skončily ve čtvrtfinále play-off. Své domácí zápasy odehrával v hale Halifax Metro Centre s kapacitou 10 595 diváků. Klubové barvy byly modrá, bílá a oranžová.
Zanikl v roce 1988 přestěhováním do Sydney v Novém Skotsku, kde byl založen tým Cape Breton Oilers. Klub byl během své existence farmami celků NHL. Jmenovitě se jedná o Edmonton Oilers a Chicago Blackhawks.

## Umístění v jednotlivých sezonách
Stručný přehled
Zdroj: 
- 1984–1988: American Hockey League (Severní divize)

Jednotlivé ročníky
Zdroj: 
Legenda: Z – zápasy, V – výhry, VP – výhry v prodloužení, R – remízy, P – porážky, PP – porážky v prodloužení, VG – vstřelené góly, OG – obdržené góly, +/- – rozdíl skóre, B – body, fialové podbarvení – reorganizace, změna skupiny či soutěže
| USA / Kanada (1984 – 1988) |                      |        |    |    |    |   |    |    |     |     |     |    |        |             |
| Sezóny                     | Liga                 | Úroveň | Z  | V  | VP | R | PP | P  | VG  | OG  | +/- | B  | Pozice | Play-off    |
| 1984/85                    | AHL (Severní divize) | 2      | 80 | 36 | –  | 7 | –  | 37 | 292 | 295 | -3  | 79 | 4.     | Čtvrtfinále |
| 1985/86                    | AHL (Severní divize) | 2      | 80 | 29 | –  | 8 | –  | 43 | 314 | 353 | -39 | 66 | 6.     | –           |
| 1986/87                    | AHL (Severní divize) | 2      | 80 | 38 | –  | 3 | –  | 39 | 318 | 315 | +3  | 79 | 4.     | Čtvrtfinále |
| 1987/88                    | AHL (Severní divize) | 2      | 80 | 35 | –  | 9 | 2  | 34 | 323 | 343 | -20 | 81 | 4.     | Čtvrtfinále |